# Thankful
Thankful je debutové album americké zpěvačky Kelly Clarkson. Album vyšlo pár měsíců po jejím vítězství v pěvecké soutěži American Idol. Deska vyšla 15. dubna 2003. Clarkson za desku získala svou první nominaci na cenu Grammy.

## Vydání
Svým vítězstvím v soutěži American Idol získala Clarkson kontrakt na nahrání desky za 1 milion dolarů. Na písních se podílelo mnoho různých osobností jako Christina Aguilera, Diane Warren nebo Desmond Child a samotná Clarkson se na desce autorsky také podílela.

## Singly
- A Moment Like This je prvním singlem a je první písní Clarkson, která dosáhla prvního místa v americké hitparádě.

- Miss Independent je druhým singlem, jediným, který z této desky výrazněji zabodoval i v Evropě. Clarkson za ni dostala první nominaci na Grammy Award.

- Low je třetím singlem a první pop rockovou písní Clarkson.

- The Trouble With Love Is je posledním singlem a jednou z písní filmu Láska nebeská.

## Písně
Píseň "You Thought Wrong" je první (a do roku 2007 poslední) duet Kelly Clarkson. Zpívá ho s Tamyrou Grey, jednou z účastnic American Idol.
Původně byly na albu písně "Trace Of Gold" a "Today For Me", ale na poslední chvíli je nahradily skladby "Anytime" a "A Moment Like This".

## Seznam písní
1. "The Trouble With Love Is" – 3:42
2. "Miss Independent" – 3:35
3. "Low" – 3:28
4. "Some Kind of Miracle" – 3:39
5. "What's up Lonely" – 4:09
6. "Just Missed the Train" – 4:12
7. "Beautiful Disaster" – 4:12
8. "You Thought Wrong" (feat. Tamyra Gray) – 3:51
9. "Thankful" – 3:02
10. "Anytime" – 4:08
11. "A Moment Like This" – 3:49
12. "Before Your Love" – 4:01

## Umístění ve světě
| Hitparáda               | Umístění |
| ----------------------- | -------- |
| USA – Billboard Hot 100 | 1        |
| Kanada                  | 5        |
| Norsko                  | 12       |
| Japonsko                | 19       |
| Austrálie               | 33       |
| Velká Británie          | 41       |

| Prodejnost | Počet     |
| ---------- | --------- |
| Celkem     | 4,500,000 |